# Atentados en Al Qubbah de 2015
Los atentados al Qubbah ocurrieron en dicha ciudad de Libia el 20 de febrero de 2015. Los perpetradores leales al Estado Islámico detonaron tres bombas apuntando a una gasolinera, una estación de policía, y la casa del presidente de la Cámara de Representantes de Libia (y portavoz del parlamentario del país) Aguila Saleh Issa. Estos ataques dejaron 40 fallecidos. Seis ciudadanos egipcios fueron identificados entre las víctimas mortales en los ataques, y sus cuerpos fueron repatriados a Egipto a través del paso fronterizo de Salloum.
El grupo en Libia del Estado Islámico dijo que los ataques fueron llevados a cabo en represalia por los ataques aéreos de Egipto en Libia de febrero de 2015. La Fuerza Aérea de Egipto lanzó dichos ataques tras el secuestro y decapitación de 21 coptos en Libia en febrero de 2015.
El Departamento de Estado de los Estados Unidos, el gobierno local de Misrata, y el Nuevo Congreso General Nacional de Libia condenaron los ataques.